# Меланодеры
Меланодеры (лат. Melanodera) — род воробьиных птиц семейства танагровых. Вслед за предложением 2011 года относить группу родов овсянковых, в том числе меланодер, к танаграм, в некоторых классификаторах относятся к этому семейству.
Распространены в центральном Чили, в Патагонии, и на Фолклендских островах. В окраске самцов ярко выделяется черное горло, самки менее заметны.

## Этимология
Латинское название рода — Melanodera, образовано от двух греческих слов: melas — чёрный и dera — шея.

## Список видов
В состав рода входят 2 следующих вида:
- Melanodera melanodera (Quoy et Gaimard, 1824) — Черногорлая меланодера
- Melanodera xanthogramma (Gould et G. R. Gray, 1839) — Уздечковая меланодера